# Lena Küchler-Silberman
Lena Küchler-Silberman (28 de enero de 1910 - 6 de agosto de 1987) fue una psicóloga, profesora, educadora y escritora israelí, conocida por haber sido miembro de la resistencia judía que salvó a niños durante el Holocausto y ayudó a reasentarlos después. Se la considera la “madre sustituta” más famosa de los niños víctimas del Holocausto.
Küchler-Silberman escribió unas memorias que se publicaron en 1959.  Su historia también se contó en la película para televisión de la NBC de 1987 , Lena: My 100 Children.

## Holocausto
Küchler-Silberman fue a Wieliczka para quedarse con su padre al comienzo de la Segunda Guerra Mundial. Su marido, Alfred, dejó Cracovia para ir a Lwów. Más tarde se reunió con su marido en Lwów, donde tuvo a su hija, Mira. 
Küchler-Silberman regresó a Wieliczka después de que su hija muriera en la infancia. Cuando los judíos de la ciudad fueron deportados al campo de exterminio de Belzec, ella escapó a Varsovia, donde ocultó su identidad judía, vivió bajo un alias y sacó de contrabando a niños judíos del gueto de Varsovia . En un caso, encontró un bebé encima del cadáver de su madre. Escondió al bebé debajo de su abrigo y lo compró en un monasterio.
Después de que se descubrió su identidad judía, escapó a Janówek, un pueblo en el este de Polonia. Vivió en la ciudad bajo un alias y trabajó como niñera hasta la liberación.
Después de la guerra, viajó al consejo judío de Cracovia, donde conoció a niños pequeños que habían perdido a sus familias. Ella los acogió y les dio un hogar en una casa que encontró en Zakopane. Desde allí se dirigieron a Checoslovaquia, Francia y finalmente, en 1949, a Israel. Allí, los niños fueron acogidos por Kvutzat Shiller. Lena vivía en Tel-Aviv, donde enseñaba psicología y educación. Se mantuvo en contacto con sus hijos adoptivos incluso después de que crecieron. 
En 1987, Lena falleció y ese mismo año se le rindió homenaje en una película para televisión estadounidense de la NBC, Lena: My 100 Children. La actriz Linda Lavin interpretó a Küchler-Silberman.

## Legado

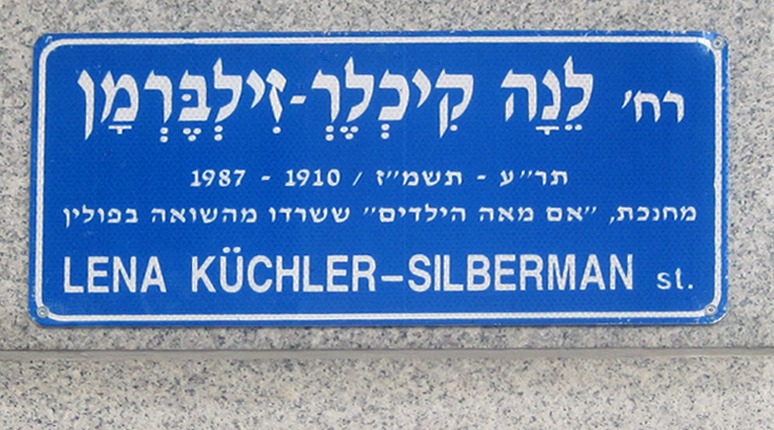
Calle con el nombre de Lena Küchler-Silberman en la ciudad de Tel Aviv.

En estudios de mujeres en el Holocausto, figuras como Lena Küchler-Silberman son referidas como “madres sustitutas”: mujeres que tomaron el lugar de madres biológicas ausentes, asumiendo los roles tradicionales básicos de la madre: alimentar, cuidar, apoyar, educar y sobre todo mostrando amor incondicional. Si bien Lena Küchler no fue la única “madre sustituta” en el Holocausto, sin duda fue la más famosa. Estas madres incluyeron educadores, médicos y guías. Entre ellos figuraban figuras como Fritzi Zucker, que dedicó su vida a los niños de Theresienstadt, y la Dra. Tova Samhowitz, una médica de Varsovia que estableció un hospital para niños y mujeres en el campo de concentración de Drancy en Francia y que se dedicó a sus hijos, incluso uniéndose a ellos en sus muertes".